# マイク・ヴァーニー
マイク・ヴァーニー（Mike Varney, 1957年10月29日 - ）は、アメリカ合衆国出身の音楽プロデューサー、実業家、元ミュージシャン。

## 略歴
カリフォルニア州生まれ。1970年代、サンフランシスコを拠点にギタリストとしてバンド活動していた。
ハードロックやヘヴィメタルなどのレコードをコレクションしていた趣味が興じて、22歳の時にHR/HM系レーベル「シュラプネル・レコーズ」を設立し、以降は経営者・音楽プロデューサーとして活動。主にギタリストを中心とした数々のミュージシャンを発掘し、バンドでデビューさせるなどネオクラシカルメタルの一翼を担った。
1980年代末には、プログレッシブ・ロックやプログレッシブ・メタルを中心としたレーベル「マグナ・カルタ・レコード」を設立し、シャドウ・ギャラリーやマジェラン、カイロといったバンドをデビューさせている。
1990年代にはブルースロック系レーベル「ブルース・ビューロー」、ジャズ・フュージョン系レーベル「トーン・センター」を興している。

## 設立したレーベル
- シュラプネル・レコーズ (1980年 - ) - HR/HM系レーベル
- マグナ・カルタ・レコード (1989年 - ) - プログレッシブ・ロック系レーベル
- Blues Bureau International (1991年 - ) - ブルースロック系レーベル
- Tone Center Records (1999年 - ) - ジャズ・フュージョン系レーベル

## 発掘した主なアーティスト
ギタリストなど
- イングヴェイ・マルムスティーン
- ヴィニー・ムーア
- ジェイソン・ベッカー
- マーティ・フリードマン
- ポール・ギルバート
- トニー・マカパイン
- リッチー・コッツェン
- グレッグ・ハウ
- ヴィタリ・クープリ
- マイケル・リー・ファーキンス
- デヴィッド T. チャステイン
- ジョーイ・タフォーラ

など多数
グループ
- レーサーX
- ヴィシャス・ルーモアズ
- マジェラン
- シャドウ・ギャラリー
- カイロ

など多数